# Symperga
Symperga is een kevergeslacht uit de familie van de boktorren (Cerambycidae). De wetenschappelijke naam van het geslacht werd voor het eerst geldig gepubliceerd in 1872 door Lacordaire.

## Soorten
Symperga omvat de volgende soorten:
- Symperga balyi (Thomson, 1860)
- Symperga puncticollis Breuning, 1940